# Лабіринт (роман Макса Фрая)
«Лабіринт» (рос. Лабиринт) — перший том з фентезі-серіалу Лабіринти Ехо від Макса Фрая. Початкова назва тому була «Лабіринт», однак самі автори наполягають на тому, щоб його називали «Чужинець» за назвою однойменної повісті. Один з прикладів метапрози.

## Сюжет
Том містить сім повістей про пригоди сера Макса в Ехо.

### Дебют в Ехо
У першій повісті сер Макс знайомить читача з собою та історією свого містичного «переїзду» з нашого звичного світу в магічний світ Ехо, названий так на честь найбільшого міста наймогутнішого королівства. Спільно з сером Джуффіном Галлі, начальником таємного розшуку (свого роду еліти магічною поліції) Ехо, який допомагав в його «переїзді», сер Макс розслідує серію дивних вбивств у будинку сусіда сера Джуффіна, жертвою яких мало не став його майбутній колега, сер Меліфаро. Злочинцем виявляється чудовисько — енергетичний вампір, який з'являється з дзеркала і здатний впливати на розум людей. Перемогти його вдається, поставивши навпроти нього інше дзеркало й змусивши монстра битися з власним відображенням.

### Джуба Чебобарго й інші милі люди
У другій повісті сер Макс, прийнятий на службу в Таємний Розшук нічною особою сера Джуффіна та заслужив за свою першу справу Королівську Нагороду, починає поступово облаштовуватися в Ехо. Однак незабаром з'ясовується, що навпроти його будинку оселився дивний різновид нечисті, який харчується снами і життями своїх сусідів. Разом з сером Джуффіном та сером Шурфом Лонлі-Локлі, ще одним його колегою, вони виявляють цей «різновид», т. зв. фетана, та знищують його. Паралельно сер Меліфаро веде розслідування серії схожих крадіжок в різних куточках Ехо, які приводять його до Джуби Чебобарго, лялькаря, чиї ляльки й скоювали крадіжки.

### Камера 5-ХОХ-АУ
У третій повісті сер Джуффін доручає серу Максу з'ясувати причини, через які за останні роки померло 7 ув'язнених магічної в'язниці Голомі. Єдиною зачіпкою є те, що всі вони сиділи в камері номер 5-ХОХ-АУ, тому Макс змушений відправитися у в'язницю й сидіти в цій камері, допоки не з'ясує причину. В останній момент він вирішує «пронести» (магією) з собою в камеру свого колегу Шурфі Лонлі-Локлі, що виявляється правильним рішенням, тому що його противником стає привид Великого Магістра Ордену Могильної Собаки Маглілгл Анног.

### Чужинець
У четвертій повісті розкриваються деталі того, як Макс був перенесений в Ехо. Усе розпочинається з серії вбивств, жертвами яких були сім жінок різного віку та соціальних станів. Пов'язує їх все тільки манера вбивства — акуратне перерізання горла — та повна відсутність магічних слідів. Незабаром Максу приходить ідея, що це міг бути маняяк-вбивця, який потрапив в світ Ехо з нашого світу тим же способом, що й Макс. Джуффін, Макс та сер Маба Калох (колишній Великий Магістр Ордена Часів зворотнього Часу та до певної міри учитель Джуффіна) детально розбирають цю версію і приходять до висновку, що вона вірна. Після повернення, їх колега сер Кофа Йох повідомляє їм, що виявив вбивцю, коли той буянив від передозування місцевими слабкими наркотиками. Максу доводиться вбити свого співвітчизника, так як, за словами сера Джуффіна, якби той помер сам, це стало б смертельно небезпечно для самого Макса.

### «Король Банджі»
У п'ятій повісті сер Макс та сер Меліфаро розслідують зникнення начальника Міської Поліції, генерала Бубути Боха, а також дивну смерть господаря одного з трактирів Ехо, який за одну ніч перетворився на шматок добре приготованого м'яса. Зрештою, слід з подібних зникненням і смертю приводить їх в один з найкращих трактирів Ехо, «Горбаня Ітуло», несамовитий господар якого (сам горбань) і виявляється причиною всіх злочинів. З'ясовується, що він «висаджував» відвідувачів на свій фірмовий паштет «Король Банджі» з наркотичною дією, а потім, коли вони втрачали волю, магічно перетворював їх в м'ясо, з якого готував нові порції паштету.

### Жертви обставин
У шостий повісті Таємний Розшук стикається із загрозою нападу на Орден Семилистника. Досить швидко вийшовши на корабель з країни Ташер, вони виявляють, що його екіпаж зачарований могутнім магом та відправляються на його пошуки. Одночасно Макс намагається завести «службовий роман» зі своєю колегою, леді Меламорі Блімм, до якої давно має романтичні почуття, проте через дивний випадок, а вірніше, «долі», їх роман закінчується розлученням, що штовхає обох у важку депресію. Могутній чаклун, який планував нашкодити Семилистнику, виявляється колишнім Великим Магістром Ордена Гавкаючої Риби та гине від руки сера Лонлі-Локлі.

### Мандрівка в Кеттарі
У сьомий та заключній повісті тому сер Макс і сер Шурф потайки відправляються в Кеттарі, рідне місто сера Джуффіна Халлі, щоб з'ясувати, чому на шляху туди пропадали безслідно або поверталися душевнохворими деякі мандрівники, у тому числі й уродженці міста. Після тривалої подорожі, в ході якого сер Шурф розповідає про своє минуле та про Божевільного Рибника, друзі прибувають в Кеттарі й Макс незабаром знайомиться з тамтешнім шерифом Махі Аїнті, який був учителем Джуффіна. Махі розповідає, що під час Війни за Кодекс Хрембера Кеттарі був зруйнований, однак його сил вистачило, щоб відтворити його по пам'яті в новому світі, відкривши декілька проходів в нього зі світу Ехо. Вражений Макс сам мимоволі бере участь у створенні Міста в Горах на Темній стороні цього нового світу, виявляючи при цьому небувалу могутність Вершителя. Перед тим, як повернутися в Ехо, Махі Аїнті просить обох Таємних Слідопитів розібратися з привидом Старшого Магістра Ордену Крижаної Руки Кібою Аццахом, у якого були давні рахунки з сером Лонлі-Локлі. Напередодні від'їзду Макс отримує від Махі в подарунок талісман, здатний відкрити тому прохід в Кеттарі, якщо йому захочеться ще раз відвідати це місто.
За контрастом з попередньою повістю, «Подорож в Кеттарі» запам'ятовується своїм яскравим гумором та оптимізмом.

## Головні герої
- сер Джуффін Халлі — Вельмишановний Начальник Малого Таємного Розшукового Війська міста Ехо.
- сер Макс (з Ехо) — Нічна Особа вельмишановного Начальника Малого Таємного Розшукового Війська міста Ехо.
- сер Меліфаро — Денна Особа вельмишановного Начальника Малого Таємного Розшукового Війська міста Ехо.
- леді Меламорі Блімм — Майстер Переслідування тих, що переховуються та втікають.
- сер Шурф Лонлі-Локлі — Майстер припиняти непотрібні життя.
- сер Кофа Йох — Майстер, який Чує.
- сер Луукфі Пенц — Майстер Хранитель Знань.